# IJslandse keuken

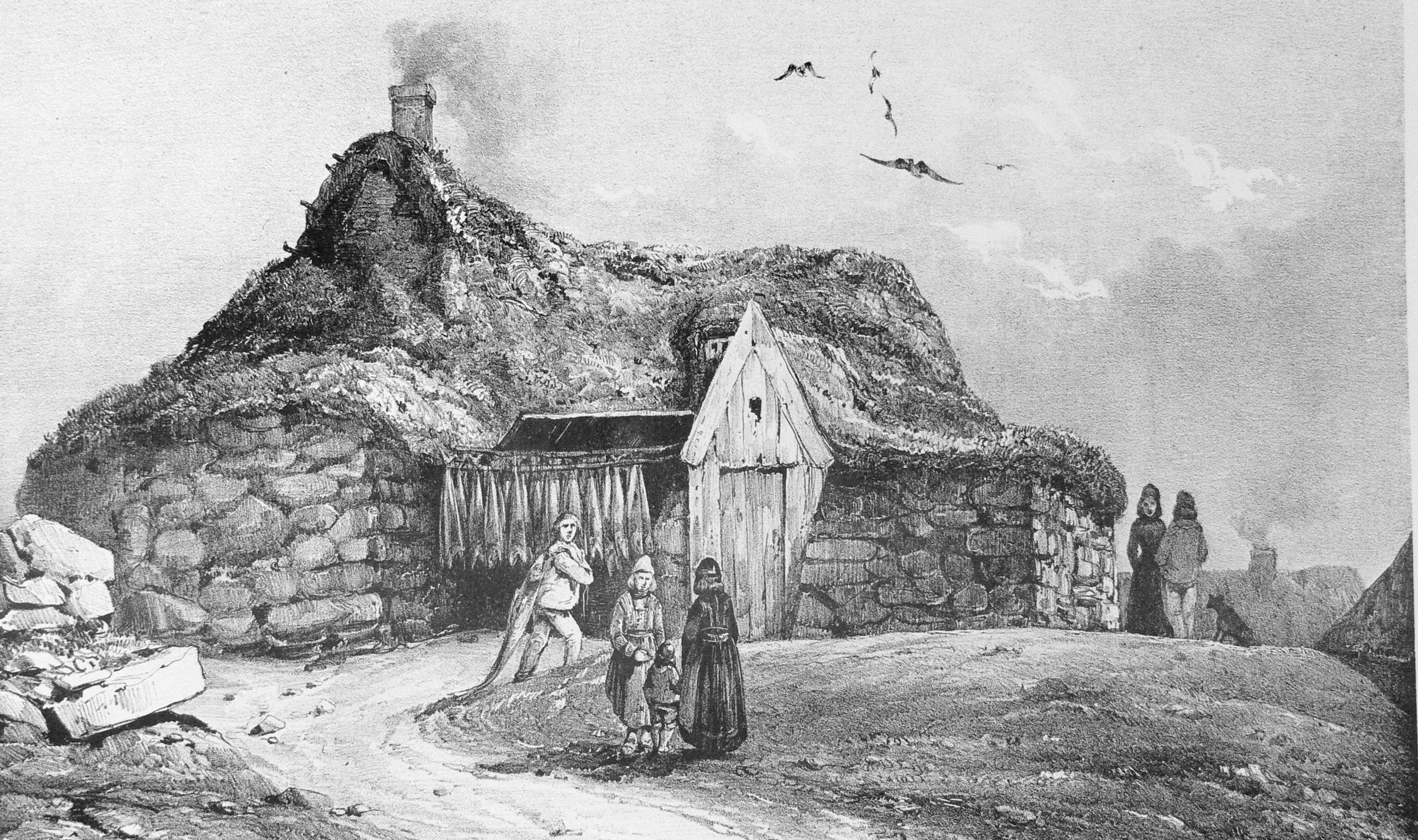
Gravure uit 1835 van een vissershuis waarbuiten vis hangt te drogen.

De IJslandse keuken betreft het voedsel en kookkunst in IJsland. Omdat het land volledig omringd is door zeeën, bestaat het voedsel voor een belangrijk deel van wat uit die zee komt. De meren en rivieren bevatten eveneens veel vis. Op het land worden schapen gehouden die voor de keuken zowel vlees, schapenmelkproducten als lamsvlees opbrengen. Op kleinere schaal zijn er koeien voor melk- en vleesproductie. Vanwege de vulkanische bodem is landbouw een lastige bezigheid waardoor er een beperkte graanproductie is. Bij gevogelte zijn zowel de vogel als de eieren van belang.
In de Moderne Tijd zijn in IJsland veel ontwikkelingen met betrekking tot voedselvoorziening en bereiding. Zo zijn kassen erg belangrijk geworden. De meesten zijn geothermisch verwarmd. Naast reguliere groenten en fruit zoals in veel noordelijke landen, kan men er druiven en zelfs bananen telen. Uit de vrije natuur – maar ook gekweekt in groentetuinen – worden kruiden gebruikt zoals: kraaihei, IJslands mos, maggiplant, kruiptijm en grote engelwortel. Uit de zee wordt zeewier gebruikt.
Daarnaast wordt veel voedsel dan wel ingrediënten geïmporteerd.
Door de eeuwen heen zijn er door de IJslanders gerechten ontwikkeld. De basis daarbij is vaak een traditionele inmaakmethode als inleggen, drogen, pekelen en/of fermenteren. Daarbij kan dan een typische bereidingswijze zijn ontwikkeld. Ook het gebruik van aardwarmte – uit bijvoorbeeld een warmwaterbron – kan daar een rol spelen.
Typisch IJslands zijn:

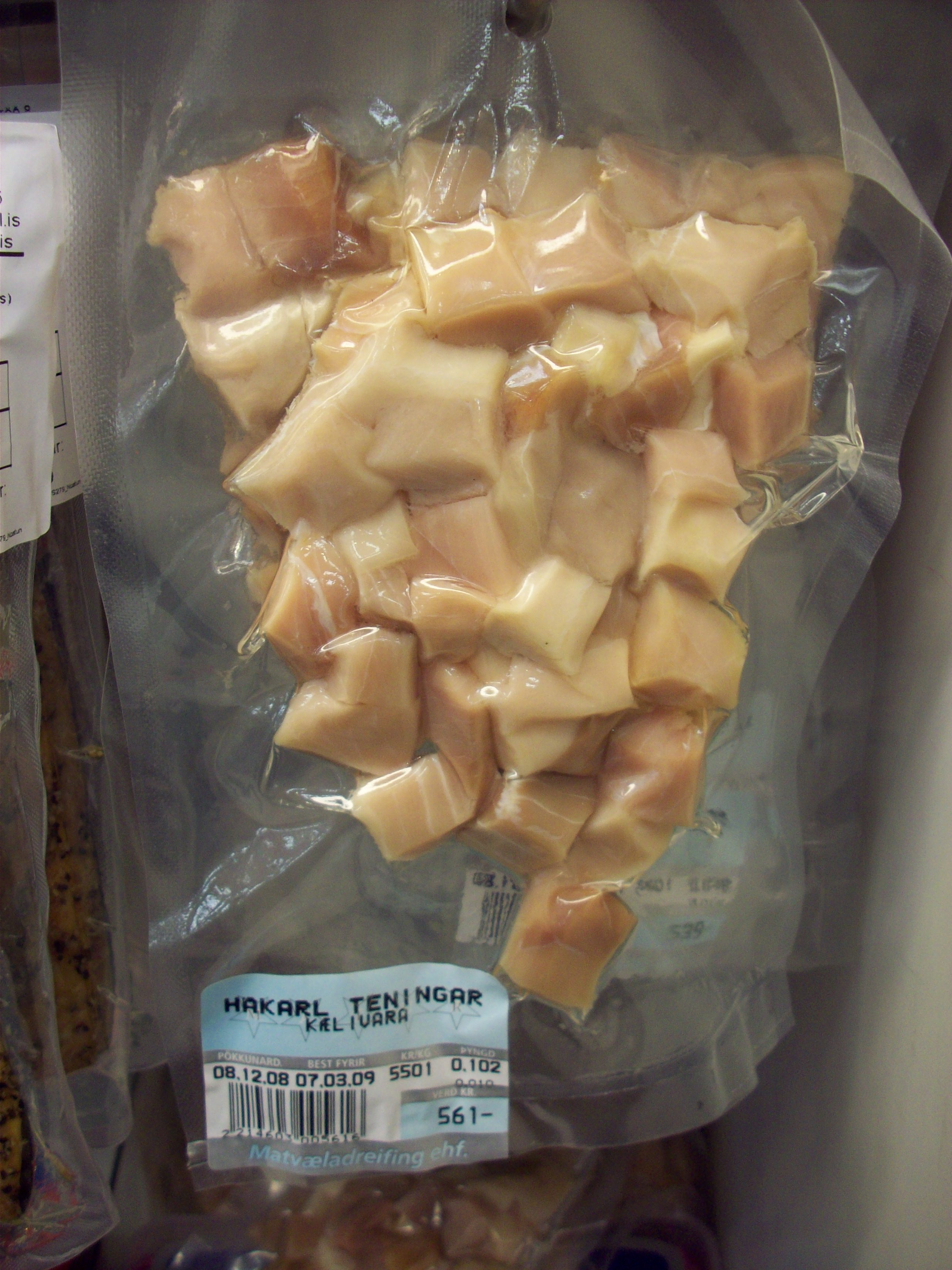
Stukjes hakarl, te koop in de supermarkt.

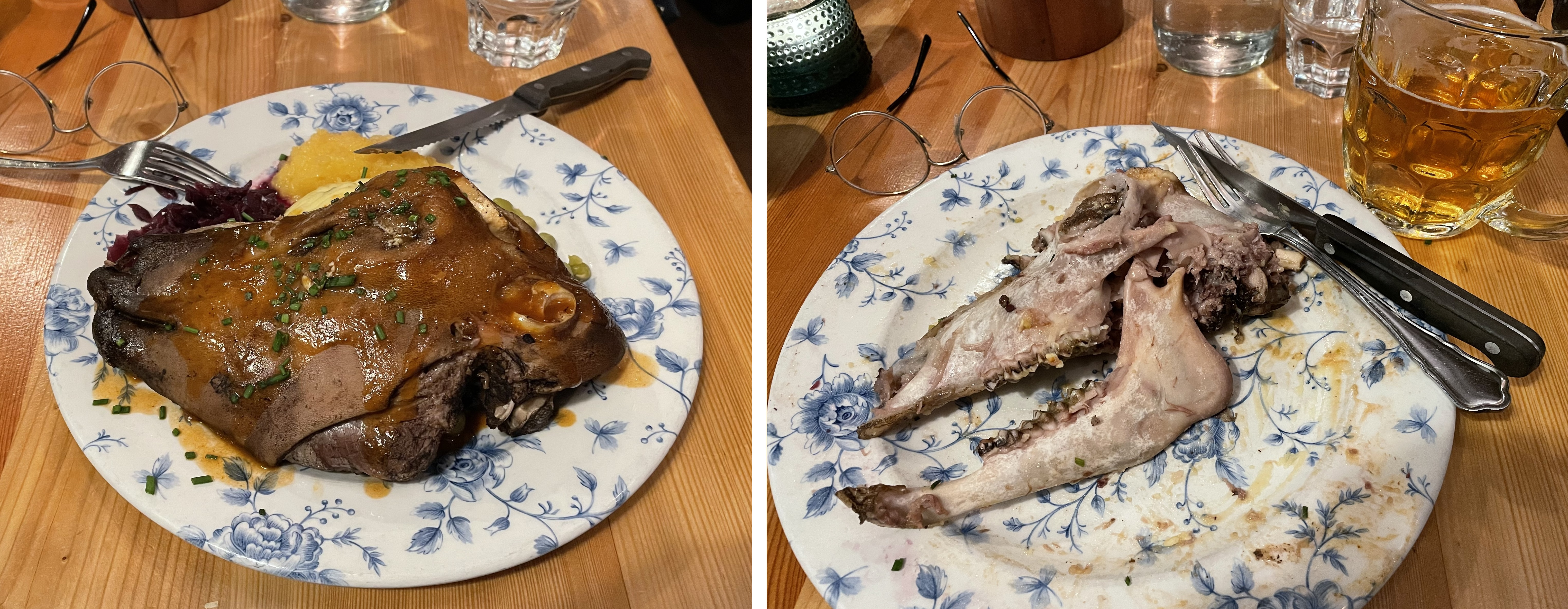
Schapenkop, een delicatesse.

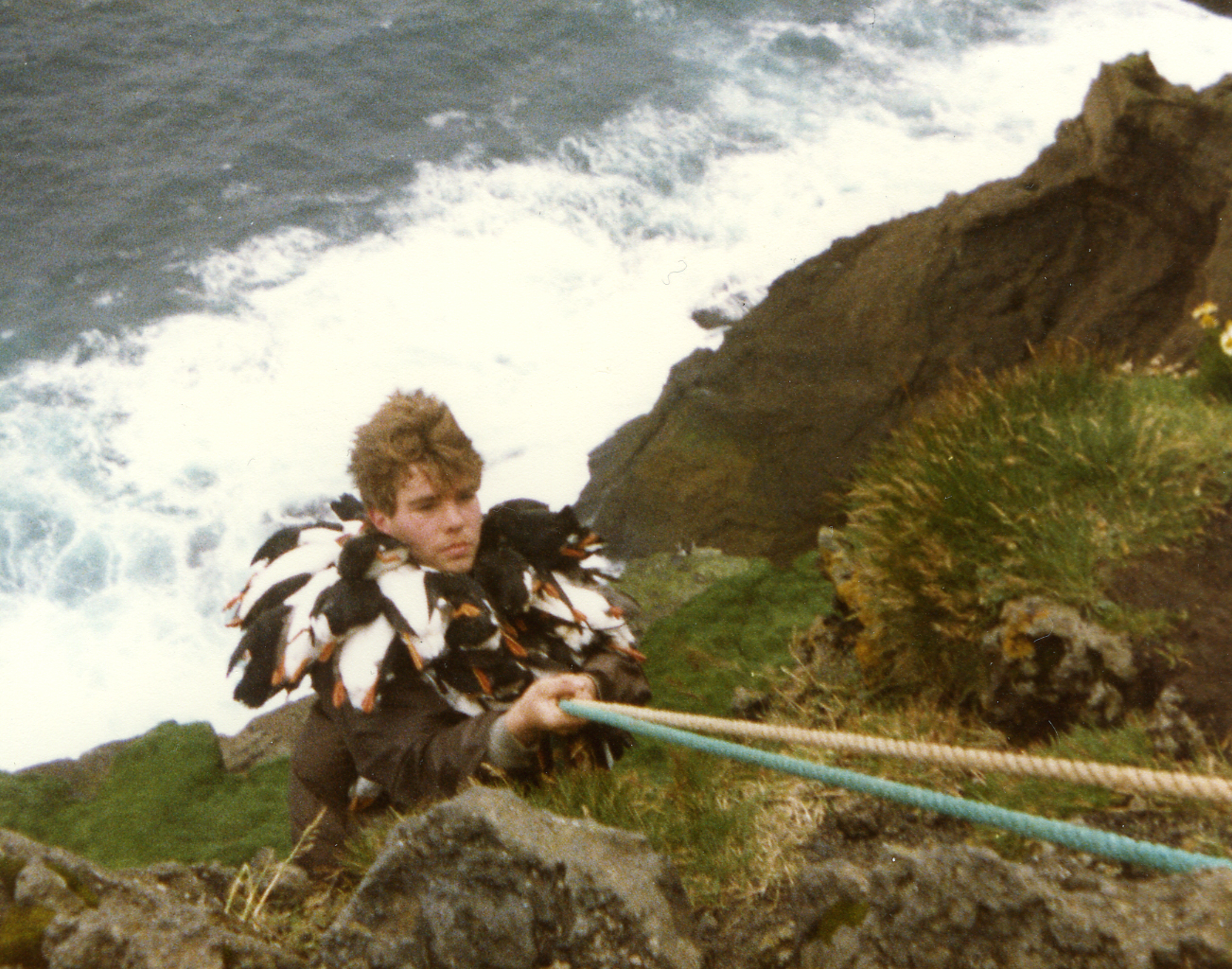
Een jager komt met zijn buit papegaaiduikers naar boven.

- Svið - Zwart geblakerde schapenkop.
- Hákarl - Gefermenteerde Groenlandse haai.
- Kæst skata - Gefermenteerde rog.
- Hangikjöt - Gerookt lams-, schapen, of (soms) paardenvlees.
- Lundabaggar - Ingelegde schapenorganen.
- Selshreyfar - Zure ingelegde zeehondenvinnen.
- Saltkjöt - Gepekeld vlees.
- Slátur - Ingewanden van schapen gekookt in een schapenmaag met bloed. Enigszins vergelijkbaar met Schotse haggis.
- Súrsaðir hrútspungar - Testikels van ram en in wei ingelegd. Ook wel verwerkt tot paté.
- Lundar - Papegaaiduiker. Doorgaans als kip bereid. In vroeger jaren werd vooral het nog warme rauwe hart gegeten.
- Kútmagar - Vissenmagen gevuld met vislever en rogge.

Voorts kent men er:
- Harðfiskur - Stokvis.
- Saltfiskur - Gezouten vis.

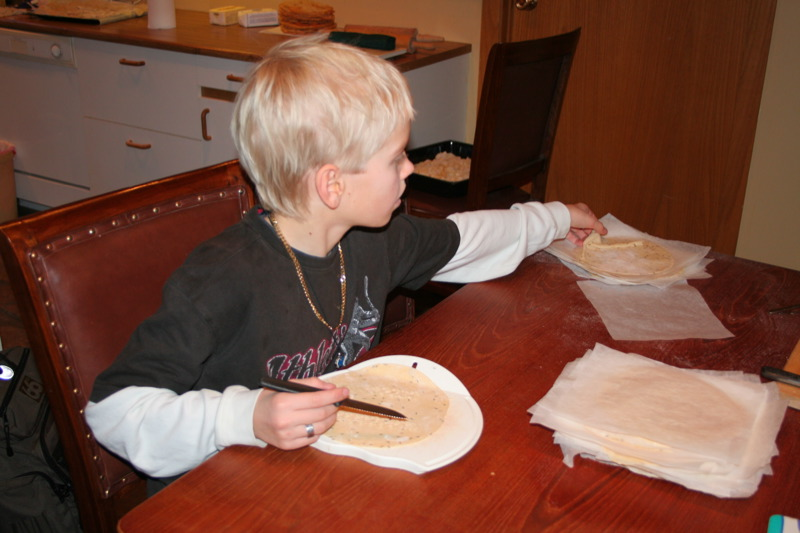
Laufabrauð versieren is met de kerstdagen een traditie.

- Marineruð síld - Gemarineerde haring.
- Kæfa - Paté van meestal schapenvlees.
- Skyr - kwarkachtige yoghurt.
- Laufabrauð - een soort platbrood of pannenkoek.
- Kleinur - gefrituurd broodje.
- Bollur - soesjes.
- Rúgbrauð - IJslands roggebrood.
- Drop met chocolade omhuld.
- Brennivín - IJslandse brandewijn, plaatselijk ook bekend als “Black Death”.

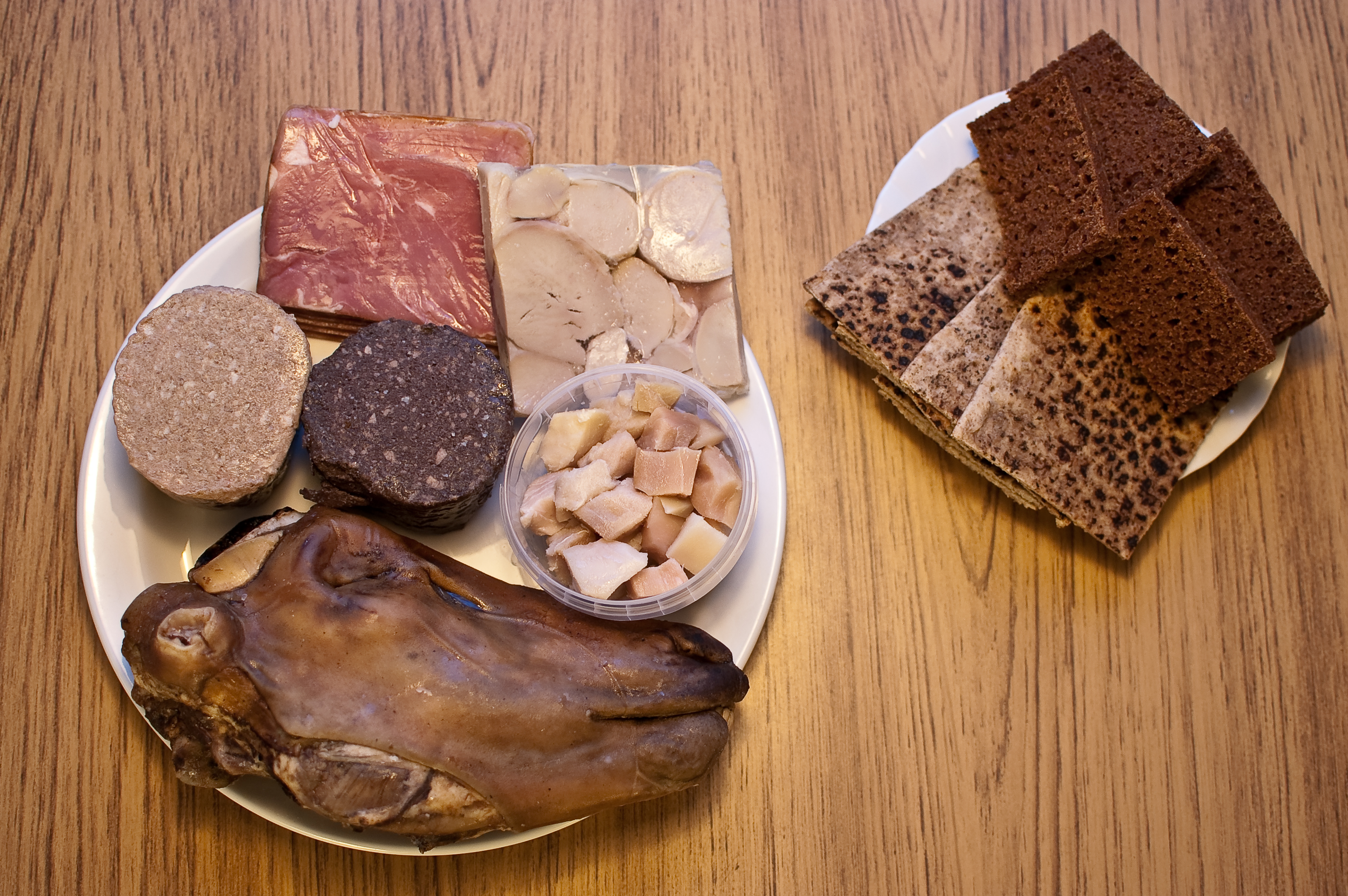
Þorramatur. Een maaltijd met typisch IJslandse gerechten.

Walvisvlees – waaronder hvalspik, het walvisvet/blubber – wordt in IJsland ook gegeten.
De typisch IJslandse gerechten kunnen worden samengebracht in een maaltijd die Þorramatur wordt genoemd.
In de jaren dat Amerikaanse troepen een basis op IJsland hadden, hebben gerechten als de hotdog, pizza en frituur-gerechten in het dagelijkse leven hun intrede gedaan.